# Maine Northern Railway
Die Maine Northern Railway (MNR) ist eine US-amerikanische Shortline-Eisenbahngesellschaft mit Sitz in Oakfield (Maine). Sie ist eine Tochtergesellschaft der in Saint John (New Brunswick) sitzenden New Brunswick Southern Railway (NBSR) und gehört wie diese zum J.D.Irving-Konzern. Die Gesellschaft verwaltet ein Eisenbahnnetz von 376 Kilometern Länge, das ausschließlich im Güterverkehr befahren wird. 

## Geschichte
Die MNR wurde am 24. Mai 2011 in Delaware gegründet, um den in Maine (Vereinigte Staaten) liegenden nördlichen Teil des Netzes der Montreal, Maine and Atlantic Railway (MMA) zu verwalten. Dies war nötig geworden, nachdem die MMA die Strecken nicht mehr betreiben wollte und an den Bundesstaat Maine verkauft hatte. Am 1. Juli 2011 pachtete die MNR die Strecken vom Bundesstaat. Dies betrifft die Strecken Millinocket–Oakfield–Squa Pan–Fort Kent–Madawaska, Oakfield–Houlton, Squa Pan–Presque Isle–Caribou–Limestone und Presque Isle–Fort Fairfield. Die Strecken waren in den Jahren von 1893 bis 1910 durch die Bangor and Aroostook Railroad gebaut worden.

## Streckennetz
Die Bahngesellschaft besitzt keine eigenen Fahrzeuge, jedoch erhielt die NBSR-Lokomotive 9801 die Beschriftung der MNR. Der Güterverkehr selbst wird von der NBSR durchgeführt. Die Strecken, auf denen die MNR den Betrieb führt, gehören dem Bundesstaat Maine oder der MMA. Auf den MMA-Strecken besteht ein Mitbenutzungsrecht. Die folgende Liste enthält die betriebenen Streckenabschnitte:
| Strecke                         | gebaut    | Eigentümer |
| ------------------------------- | --------- | ---------- |
| Betriebsführung                 |           |            |
| Bowden (Millinocket)–Houlton    | 1893      | Maine      |
| Oakfield–Fort Kent              | 1896–1902 | Maine      |
| Fort Kent–Madawaska             | 1910      | Maine      |
| Squa Pan–Mapleton               | 1910      | Maine      |
| Mapleton–Presque Isle           | 1910      | Maine      |
| Phair–Presque Isle–Caribou      | 1894–1895 | Maine      |
| Phair–Fort Fairfield            | 1895      | Maine      |
| Caribou–Limestone               | 1897      | Maine      |
| Mitbenutzungsrecht              |           |            |
| Brownville–Bowden (Millinocket) | 1893      | MMA        |
| Brownville–Brownville Junction  | 1882      | MMA        |